# Brigitte Fetzer
Brigitte Fetzer (* 17. Mai 1956 in Schneeberg (Erzgebirge), später Brigitte Consuegra; gestorben 11. Juli 2025 in Leipzig) war eine deutsche Volleyballspielerin.
Brigitte Fetzer war vielfache DDR-Nationalspielerin. Bei den Olympischen Spielen 1980 in Moskau gewann sie die Silbermedaille. Mit ihren Mannschaftskameradinnen wurde sie im selben Jahr mit dem Vaterländischen Verdienstorden in Bronze ausgezeichnet.
Brigitte Fetzer spielte für den SC Leipzig.